# ائتلاف نجات برای افغانستان
ائتلاف برای نجات افغانستان تحت نام شورای عالی ائتلاف برای نجات افغانستان متشکل از سه حزب بزرگ سیاسی افغانستان به نام‌های حزب وحدت اسلامی مردم افغانستان٬حزب جنبش اسلامی افغانستان و حزب جمعیت اسلامی افغانستان می‌باشد که در ۹ سرطان ۱۳۹۶ در شهر انقره کشور ترکیه اعلان موجودیت کرد. رهبران سیاسی که این ائتلاف را تشکیل می‌دهند متشکل از عطا محمد نور٬ محمد محقق٬ عبدالرشید دوستم و صلاح‌الدین ربانی می‌باشد. شکل گیری این حزب زمانی صورت گرفت اعضای رهبری این ائتلاف به شدت از عملکرد رئیس جمهور وقت افغانستان٬ اشرف غنی به شدت معترض بودند و حملات خونبار چند هفته اخیر در کابل و اعتراضات و رویدادهای پس از آن اوضاع سیاسی افغانستان را به شدت وخیم کرده بود. این رهبران در سفری به ترکیه که به منظور برگزاری مراسم نامزدی باتور دوستم٬ فرزند عبدالرشید دوستم حضور یافته بودند این ائتلاف را تشکیل دادند.   